# Propylidenphthalid
Propylidenphthalid ist eine organische Verbindung aus der Gruppe der Lactone und ein Derivat des Phthalids.

## Herstellung
Propylidenphthalid kann hergestellt werden über eine Norrish-Reaktion (Typ I) aus Ethylindandion durch Bestrahlung mit einem Neodym-dotierten YAG-Laser in Acetonitril.

## Verwendung
Propylidenphthalid wird in der Größenordnung von weltweit 100 bis 1000 Kilogramm pro Jahr als Duftstoff eingesetzt. Es ist in der EU unter der FL-Nummer 10.005 als Aromastoff für Lebensmittel zugelassen.